# 市川市立平田小学校
市川市立平田小学校（いちかわしりつ ひらたしょうがっこう）は、千葉県市川市平田三丁目にある公立小学校。

## 立地
校地の北側には道路を挟んでJR総武本線の高架が通っており、その北側には国道14号線と京成本線が東西に並行している。総武本線の市川駅と本八幡駅のほぼ中間に位置している。最寄り駅は北側に位置する京成の菅野駅である。地域住民の多くは東京方面への通勤者である。
東隣にある千葉県立市川工業高等学校とは、千葉県の小中高連携事業における「市川八中ブロック」を通した交流がある。

## 沿革
- 1953年4月1日 - 開校
  - 10月23日 - 開校式挙行
- 1958年10月24日 - 校歌制定

### 規模の変化
開校時には15学級、児童数728人の規模であったが、1950年代半ばから1960年代には児童数900人から1000人前後で推移し、1970年代には徐々に規模が拡大して1979年には37学級、児童数1503人に達した。その後は徐々に規模が縮小し、2013年には16学級、児童数427人となっている。

## 象徴
1958年に制定された校歌（作詞・小嶋好彦、作曲・岡英男）には、学校の近くを流れる江戸川、遠望される富士山とともに、「稲穂」が歌い込まれており、『稲穂』は校章に象られているほか、学校だよりの題名ともなっている。

## 著名な出身者
- 星野道夫（写真家・探検家）